# Корчаково
Корча́ково (рос. Корчаково, марій. Корчакъял) — присілок у складі Гірськомарійського району Марій Ел, Росія. Входить до складу Виловатовського сільського поселення.

## Населення
Населення — 70 осіб (2010; 70 у 2002).
Національний склад (станом на 2002 рік):
- гірські марійці — 99 %